# Janikowo (Mazovie)
Pour les articles homonymes, voir Janikowo (homonymie).
Janikowo (prononciation : [janiˈkɔvɔ]) est un village polonais de la gmina de Czerwińsk nad Wisłą dans le powiat de Płońsk de la voïvodie de Mazovie dans le centre-est de la Pologne.
Il se situe à environ 5 kilomètres au nord de Czerwińsk nad Wisłą (siège de la gmina), 24 kilomètres au sud de Płońsk (siège du powiat) et à 54 kilomètres au nord-ouest de Varsovie (capitale de la Pologne).
Le village compte approximativement une population de 216 habitants en 2006.

## Histoire
De 1975 à 1998, le village appartenait administrativement à la voïvodie de Płock.